# Swedru All Blacks
Die All Blacks sind ein Fußballclub aus Swedru in Ghana. 

## Namen
Die All Blacks heißen mit vollem Namen Gamba Agona Swedru All Blacks Football Club. Kurznamen sind All Blacks FC und Gamba All Blacks. Spitznamen sind Black Magicians und Agona Fankobaa. 

## Spieler
- Isaac Vorsah (2005–2007)

## Trainer
- Hans-Dieter Schmidt (2006)

## Erfolge
- Ghana SWAG-Cup: 1997/98